# شان وایت
 شان وایت (انگلیسی: Shaun White؛ زادهٔ ۳ سپتامبر ۱۹۸۶) یک ورزشکار اسکیت‌بوردینگ و اسنوبوردینگ اهل ایالات متحده آمریکا است. وی دو بار برنده مدال طلای المپیک در اسنوبوردینگ شده‌است.
از فیلم‌ها یا برنامه‌های تلویزیونی که وی در آن نقش داشته‌است می‌توان به دوستی پرمنفعت اشاره کرد.